# Марк Фунданий Фундул
Марк Фунданий Фундул (лат. Marcus Fundanius Fundulus; III век до н. э.) — римский политический деятель из плебейского рода Фунданиев, плебейский эдил в 213 году до н. э. Вместе со своим коллегой Луцием Виллием Таппулом он обвинил ряд матрон в разврате, и некоторые из обвинённых были изгнаны. О дальнейшей судьбе Марка сохранившиеся источники ничего не сообщают.